# 馬米高
馬米高，香港男演員，YouTube網路作家，講者，作家，Podcast《馬米高的感情世界》主持，節目主持。馬米高亦是香港女藝人馬蹄露的侄子。 2012年，開始為TVB拍攝電視劇集。2016年，創立個人YouTube頻道，並於2019年獲得YouTube的Silver Creator Award。2020年，首次推出自傳《英文寫真》。2021年，到美國紐約修讀戲劇課程。2022年，參演紐約短篇電影《Hot Chocolate》，首次擔任男主角。2022年，到台北攻讀碩士課程。2023年，他在影片中談論台港文化差異後，開始參與台灣綜藝節目。

## 簡歷
馬米高，本姓梁，於大學雙修英語及教育，擁有中學英文教師資格。曾任職國家地理頻道節目部主任，在任期間曾為國家地理頻道的重頭節目宣傳片作演出和配音。馬米高其後曾投身公關行業，及後轉為國泰航空空中服務員。2012年底在機緣巧合下成為演員，參演多部無綫電視劇集。
馬米高在YouTube擁有個人頻道，如「英該咁講」及「英文人生教練」短片中以輕鬆手法笑談生活及熱門話題中的英文及常見錯誤；亦與蘋果動新聞、Yahoo TV、Big Big Channel等網路媒體合作，定期提供英文影片。除了發展演藝事業，馬米高應邀為「香港職業英語計劃」（HKVEP）主持學校巡迴講座，亦受邀到香港上市公司及各大學講學，分享學習英語和經營網絡形象心得。馬米高於2019年獲得YouTube的Silver Creator Award。
2021年，馬米高於紐約的演藝學校修讀戲劇。2022年，參演紐約短篇電影，首次擔任男主角，2023年6月於紐約BronxNet有線電視首播。該電影其後入圍「東密德蘭酷兒影展」競逐「最佳短篇電影」。
2022年9月馬米高遷往台北，在世新大學修讀口語傳播暨社群媒體學系碩士，亦為電視綜藝節目同學來了的固定班底，同時在台北市國民小學擔任外籍英文老師。

## 發行著作
2020年7月，馬米高於明報出版社出版結合「英文知識」和「寫真人真事」親身經歷的散文和語言學習書籍《英文寫真》（Truest Stories Ever Written）。 2020年8月再版加印，銷售點增加至台灣博客來；同年被納入香港大學馮平山圖書館館藏 。2021年1月再增印至第三版。馬米高於第14屆香港書獎憑着《英文寫真》獲雙料提名，馬米高以作家身份獲提名「新晉作家奬」，而《英文寫真》亦獲提名。

## 發展台灣市場
2020年，馬米高積極開拓華語市場，他親赴台北及以香港人身份探討2020年中華民國總統選舉的「體驗自由行」系列影片引起部分台灣網民關注及討論。其後馬米高的華語系列影片從時事角度分析探討英文，曾被部分台灣媒體報導。2020年底，馬米高為線上英文家教平台拍攝廣告。2021年，其著作《英文寫真》被納入臺北市立圖書館館藏。
2022年12月，馬米高從香港回到台灣，在Instagram公開自己在台灣星巴克點飲料的影片，稱記錄「香港明星在台灣遇到的文化衝突」。馬米高透露，星巴克店員問他「要外帶杯還是馬克杯」，他困惑「明明沒有馬賽克，什麼馬克杯」、「mug是mug，杯是杯，mug杯是三小」。註：但香港本地也將Salmon(三文)稱作「三文魚」，將Salami(莎樂美)稱作「沙樂美腸」，而類似的例子不少。他更在內文寫「又要用英文，又不肯用英文，好煩」，引發台灣網友留言反彈。其後順勢推出自家馬克杯。
2023年8月，馬米高在YouTube上發布了一段影片，分享了他在台灣生活中遇到的適應和挑戰，深入探討了自己對當地文化的觀察及與個人生活經驗作對比。影片內容涉及他對台灣人際互動和日常習慣的看法，隨後在社群平台及媒體上引起討論和報導。此事件引發了在台灣的日本媒體人矢板明夫在社交媒體上發表對馬米高言論的看法。面對影片帶來的批評與輿論風波，馬米高沒有迴避，反而公開表示自己「沒有要澄清什麼」，強調他不會因爭議而改變立場或觀點。隨後，馬米高參加了台灣的綜藝節目。
2024年9月播出的《同學來了》節目，主題為「新一代轉台王」，邀請到馬米高參與討論，他在節目中直接點名劉伊心，調侃道：「她是藝人嗎？看到她我會轉台。」劉伊心立刻回嗆：「他是誰？」節目播出後，馬米高在社交媒體上發布聲明，說明節目組要求他配合拍攝，特意讓他針對劉伊心，發表不禮貌的言論。對此，《同學來了》製作單位承認溝通上存在疏失並道歉。
同月，馬米高在《小明星大跟班》節目上公開指出，世新大學碩士課程證書上的英文出現語法錯誤，「Master's Program」被錯寫成「Master Program」。馬米高表示他曾向校方反映該錯誤，但未獲重視，因此希望通過自己的影響力推動校方改正。2024年10月，世新大學接納了馬米高的意見，修正了證書上的英文文法錯誤。
2024年9月，馬米高宣布即將離開台灣。他在YouTube上公開表示，儘管碩士畢業後已取得藝術家簽證，但選擇不留在台灣發展演藝事業。

## 演出作品

### 電影（美國）
| 首播   | 劇名          | 角色              |
| 2023年 | Hot Chocolate | Eric Wang（Lead） |

### 電視劇（無綫電視）
| 首播   | 劇名                 | 角色                      |
| 2013年 | 愛·回家 (第一輯)     |                           |
| 2014年 | 食為奴               | 村民                      |
| 2014年 | 寒山潛龍             |                           |
| 2014年 | 女人俱樂部           | 記者                      |
| 2014年 | 忠奸人               |                           |
| 2014年 | 載得有情人           |                           |
| 2014年 | 廉政行動2014         | 唐文俊 (單元一：《明日》) |
| 2014年 | 醋娘子               | 嫖客                      |
| 2014年 | 我們的天空           | 老闆 （《接班人》）       |
| 2014年 | 名門暗戰             |                           |
| 2014年 | 老表，你好hea！      | 熱血青年                  |
| 2014年 | 愛·回家 (第一輯)     |                           |
| 2015年 | 四個女仔三個BAR      | 余家偉                    |
| 2015年 | 華麗轉身             |                           |
| 2015年 | 愛·回家 (第二輯)     |                           |
| 2015年 | 樓奴                 | 攝影師                    |
| 2015年 | 張保仔               |                           |
| 2015年 | 無雙譜               |                           |
| 2015年 | 東坡家事             |                           |
| 2015年 | 實習天使             |                           |
| 2016年 | 公公出宮             |                           |
| 2016年 | 潮流教主             | IT 總管                   |
| 2016年 | 殭                   |                           |
| 2016年 | 愛·回家之八時入席    | 娛樂記者                  |
| 2016年 | 火線下的江湖大佬     |                           |
| 2016年 | 完美叛侶             |                           |
| 2016年 | 純熟意外             |                           |
| 2016年 | 超能老豆             | 爸爸                      |
| 2016年 | 城寨英雄             | 水手裁判                  |
| 2016年 | 巨輪II               | 車房工人                  |
| 2016年 | 律政強人             | 電台主持                  |
| 2016年 | 巾幗梟雄之諜血長天   | 警察                      |
| 2016年 | 幕後玩家             | 經理人 Leon               |
| 2016年 | 流氓皇帝             | 小販管理隊                |
| 2017年 | 味想天開             | 廚師                      |
| 2017年 | 財神駕到             | 賭徒                      |
| 2017年 | 與諜同謀             | 髮型師                    |
| 2017年 | 愛·回家之開心速遞    | 金毛外賣員                |
| 2017年 | 全職沒女             | 電台主持                  |
| 2017年 | 心理追兇 Mind Hunter | 粉絲                      |
| 2017年 | 賭城群英會           | 屠東海 (少年)             |
| 2017年 | 同盟                 | 爛仔                      |
| 2017年 | 使徒行者2            | 佳                        |
| 2017年 | 老表，畢業喇！       | Francis                   |
| 2017年 | 誇世代               | Laura子                   |
| 2018年 | 逆緣                 | 電視台職員                |
| 2018年 | 無間道 (網絡劇)      | 保鑣                      |
| 2018年 | BB來了               | 餓男                      |
| 2018年 | 特技人               | 咖啡豆銷售員              |
| 2018年 | 大帥哥               | 侍應                      |
| 2018年 | 再創世紀             | 公司員工                  |
| 2019   | 福爾摩師奶           | 手下                      |
| 2019   | 白色強人             | 店員                      |
| 2019   | 愛·回家之開心速遞    | 大學生                    |
| 2019   | 牛下女高音           | 醉酒佬                    |

### 電視劇 (其他)
| 首播 | 劇名            | 製作單位 | 角色 |
| 2016 | 無間道 (網絡劇) | 寰亞電視 |      |

### 綜藝節目
| 首播 | 節目名稱                   | 製作單位    |
| 2017 | 我們去相親 Let's Go Dating | 新傳媒8頻道 |
| 2020 | 懶茜廚房                   | 蘋果日報    |
| 2020 | 娛講Video Talk             | 蘋果日報    |
| 2023 | 同學來了                   | 中天綜合台  |
| 2024 | 小明星大跟班               | 中天綜合台  |

## 曾獲獎項及提名
| 年份   | 頒獎典禮                 | 奬項                               | 結果 |
| ------ | ------------------------ | ---------------------------------- | ---- |
| 2019年 | YouTube                  | Silver Creator Award               | 獲獎 |
| 2021年 | 香港電台第十四屆香港書獎 | 香港書獎（文學及非文學）- 英文寫真 | 提名 |
| 2021年 | 香港電台第十四屆香港書獎 | 香港新晉作家獎                     | 提名 |

## 外部連結
- 馬米高的Instagram帳戶
- 馬米高的Facebook專頁
- YouTube上的
- YouTube頻道 （页面存档备份，存于）